# 南京路 (广州市)
南京路，位於广州市荔湾区增埗，南起西增路，北至新生厂。长230米，宽5米，混凝土路面。广东省广州监狱位于此路14号，对外称为花城企业公司，里面有印刷厂，服装厂等等。